# Sung Woo-je
Sung Woo-je (* 31. Januar 1992) ist ein ehemaliger südkoreanischer Eishockeyspieler, der zuletzt bis 2018 bei den Daemyung Killer Whales in der Asia League Ice Hockey unter Vertrag stand.

## Karriere
Sung Woo-je begann seine Karriere als Eishockeyspieler in Kanada bei den Calgary Royals. Anschließend spielte er zwei Jahre für die Mannschaft der Edga School, ehe er von 2009 bis 2012 für verschiedene Mannschaften der Alberta Junior Hockey League auf dem Eis stand. Nach einem kurzen Zwischenspiel beim HC Keski-Uusimaa in der zweiten finnischen Liga spielte Sung von Dezember 2012 bis 2014 in seiner südkoreanischen Heimat für Anyang Halla in der Asia League Ice Hockey. 2014 wechselte er für ein Jahr zum japanischen Ligakonkurrenten Nippon Paper Cranes. Seit 2015 spielte er wieder bei Anyang Halla, mit dem er 2016 und 2017 die Asia League gewinnen konnte. Anschließend wechselte er zu den Daemyung Killer Whales, wo er 2018 seine Karriere beendete.

### International
Für Südkorea nahm Sung Woo-je im Juniorenbereich an den U18-Weltmeisterschaften 2010 in der Division I teil, bei der er sein Team als Mannschaftskapitän auf das Eis führte.
Sein Debüt in der Herren-Nationalmannschaft beim Qualifikationsturnier für die Olympischen Winterspiele in Sotschi 2014. 2015 nahm er erstmals an der Weltmeisterschaft in der Division I teil, wo ihm mit der südkoreanischen Mannschaft der Aufstieg von der B- in die A-Gruppe der Division I gelang.

## Erfolge und Auszeichnungen
- 2015 Aufstieg in die Division I, Gruppe A, bei der Weltmeisterschaft der Division I, Gruppe B
- 2016 Gewinn der Asia League Ice Hockey mit Anyang Halla
- 2017 Gewinn der Asia League Ice Hockey mit Anyang Halla